# Archidiecezja Medellín
Archidiecezja Medellín (łac. Archidioecesis Medellensis, hisz. Arquidiócesis de Medellín) – rzymskokatolicka archidiecezja ze stolicą w Medellínie, w Kolumbii. Arcybiskup Medellínu jest metropolitą metropolii Medellín.
W 2023 na terenie diecezji pracowało 547 zakonników i 3007 sióstr zakonnych.

## Sufraganie archidiecezji Medellín
Sufraganiami archidiecezji Medellín są diecezje:
- Caldas
- Girardota
- Jericó
- Sonsón-Rionegro

## Historia
14 lutego 1868 papież Pius IX erygował diecezję Medellín. Dotychczas wierni z tych terenów należeli do diecezji Antioquía (obecnie archidiecezja Santa Fe de Antioquia).
11 kwietnia 1900 diecezja Medellín utraciła część terytorium na rzecz nowo powstałej diecezji Manizales (obecnie archidiecezja Manizales).
24 lutego 1902 papież Leon XIII podniósł diecezję Medellín do rangi archidiecezji metropolitalnej.
W XX wieku z archidiecezji Medellin wyodrębniły się:
- 29 stycznia 1915 - diecezja Jericó
- 18 marca 1957 - diecezja Sonsón (obecnie diecezja Sonsón-Rionegro)
- 18 czerwca 1988 - diecezja Caldas i diecezja Girardota

W lipcu 1986 archidiecezję odwiedził papież Jan Paweł II.

Zmiany terytorium archidiecezji
Mapa archidiecezji
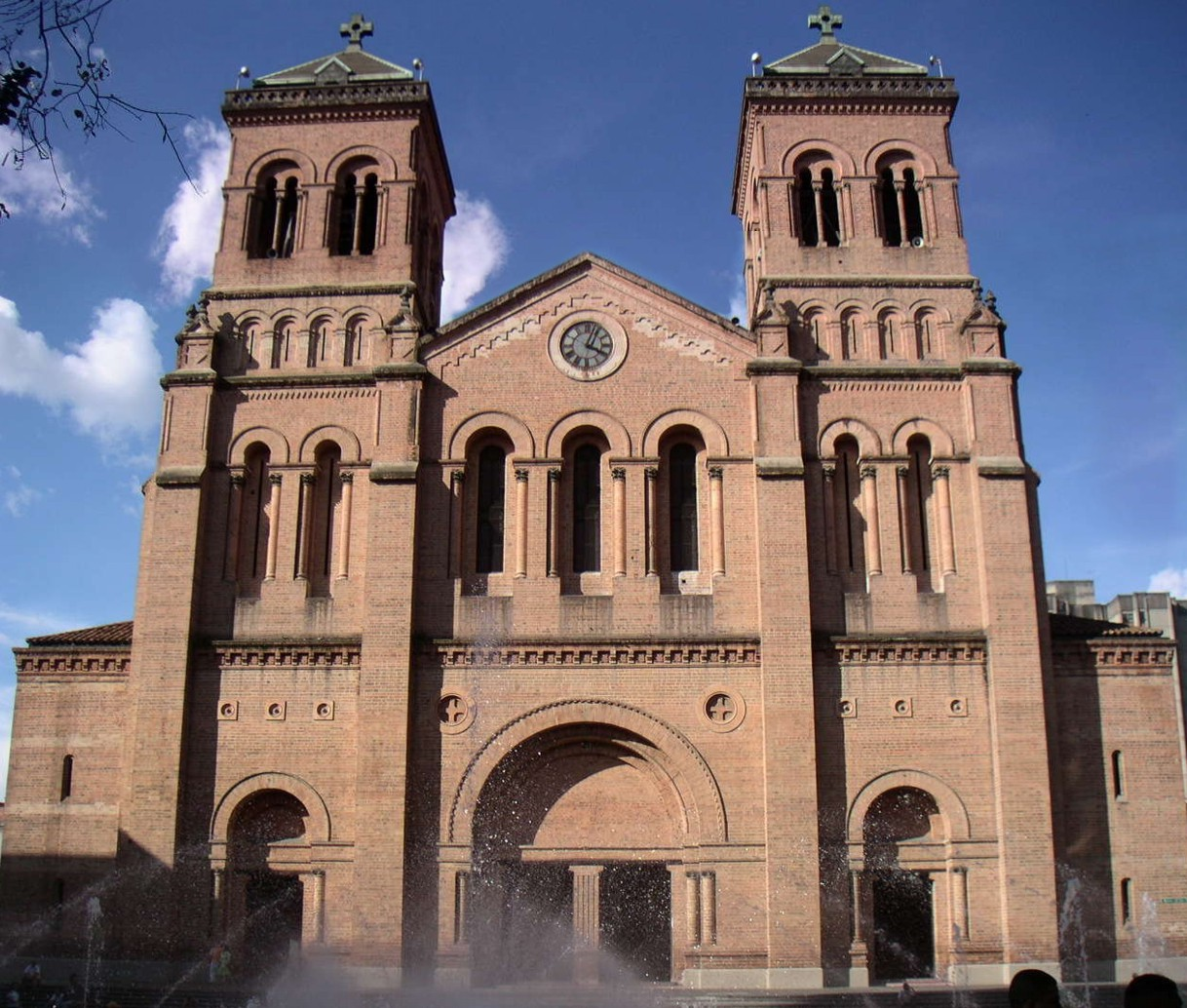
Katedra Niepokalanego Poczęcia NMP w Medellínie

## Biskupi i arcybiskupi medellińscy

### Biskupi medellińscy
- Valerio Antonio Jiménez (1868 - 1873)

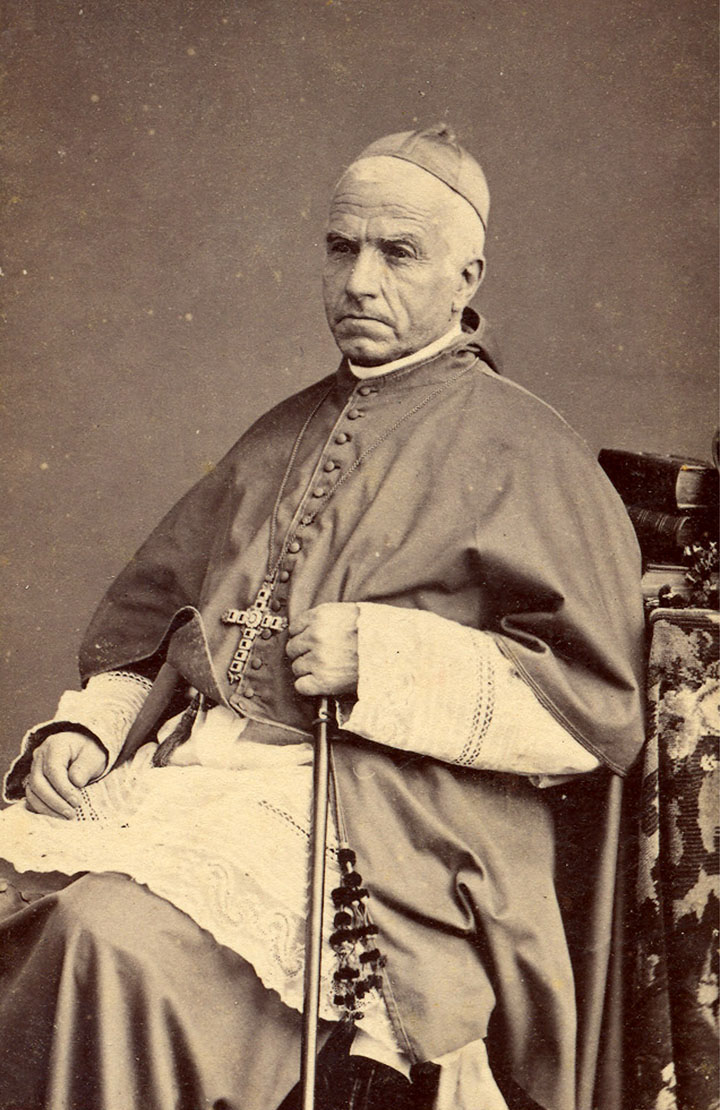

- José Joaquín Isaza Ruiz (1873 - 1874)

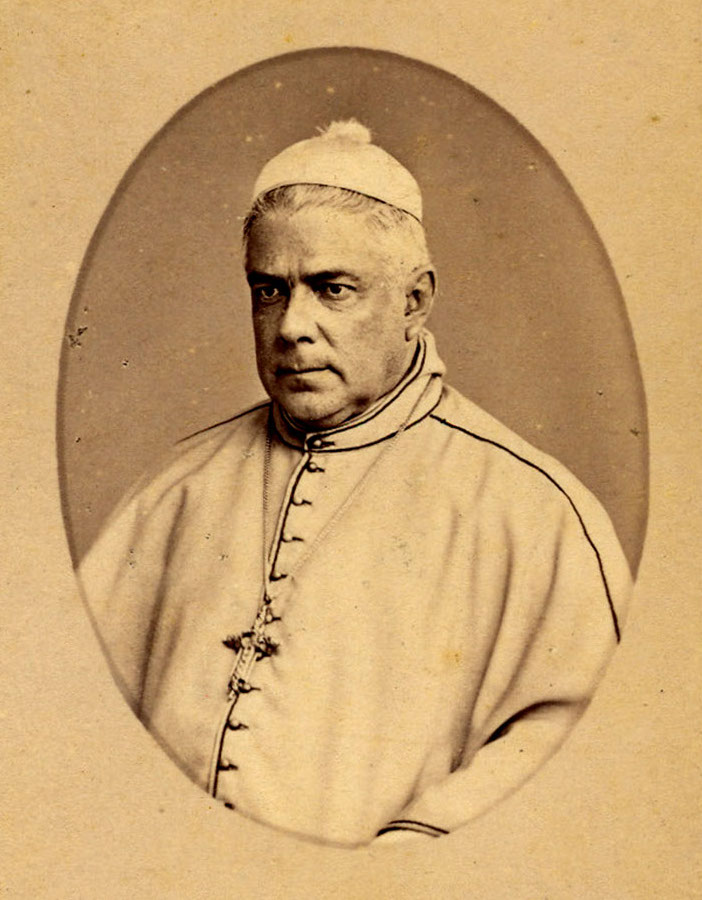

- José Ignacio Montoya Peláez (1876 - 1884)

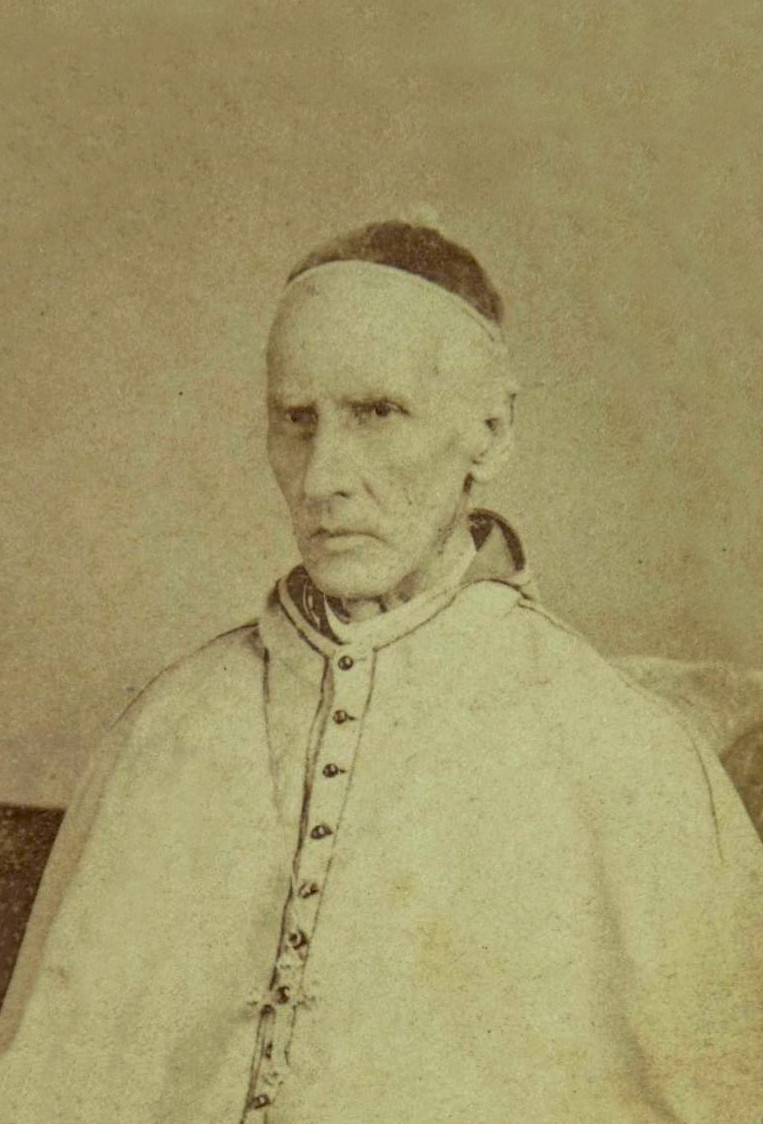

- Bernardo Herrera Restrepo (1885 - 1891) następnie mianowany arcybiskupem Santa Fe w Nowej Grenadzie

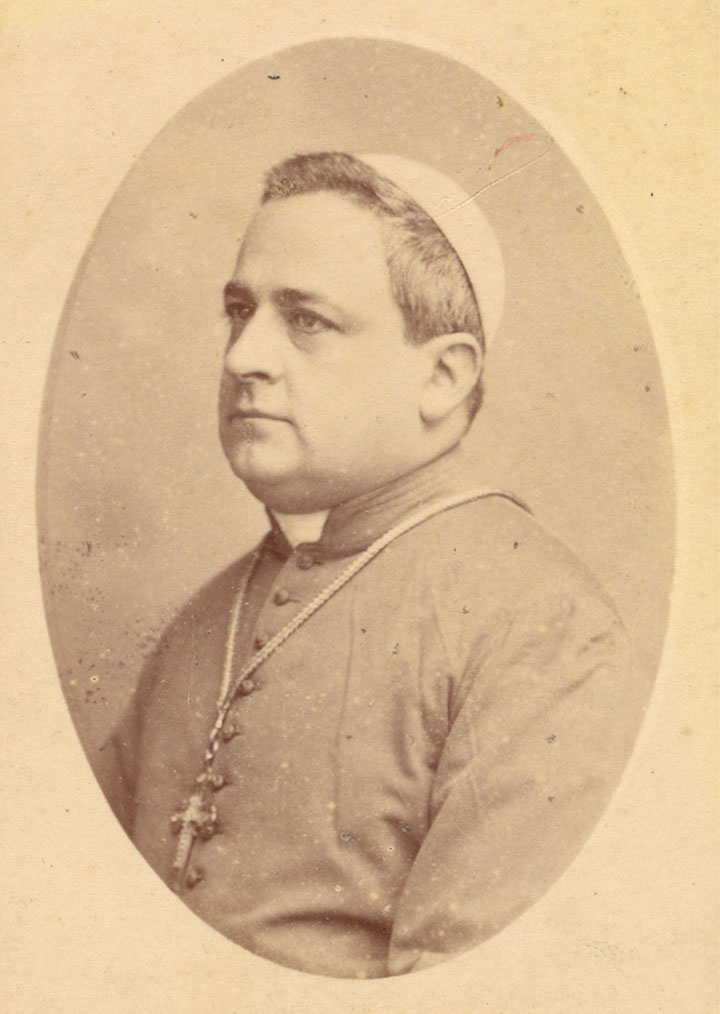

- Joaquín Pardo-Vergara (1892 - 1902)

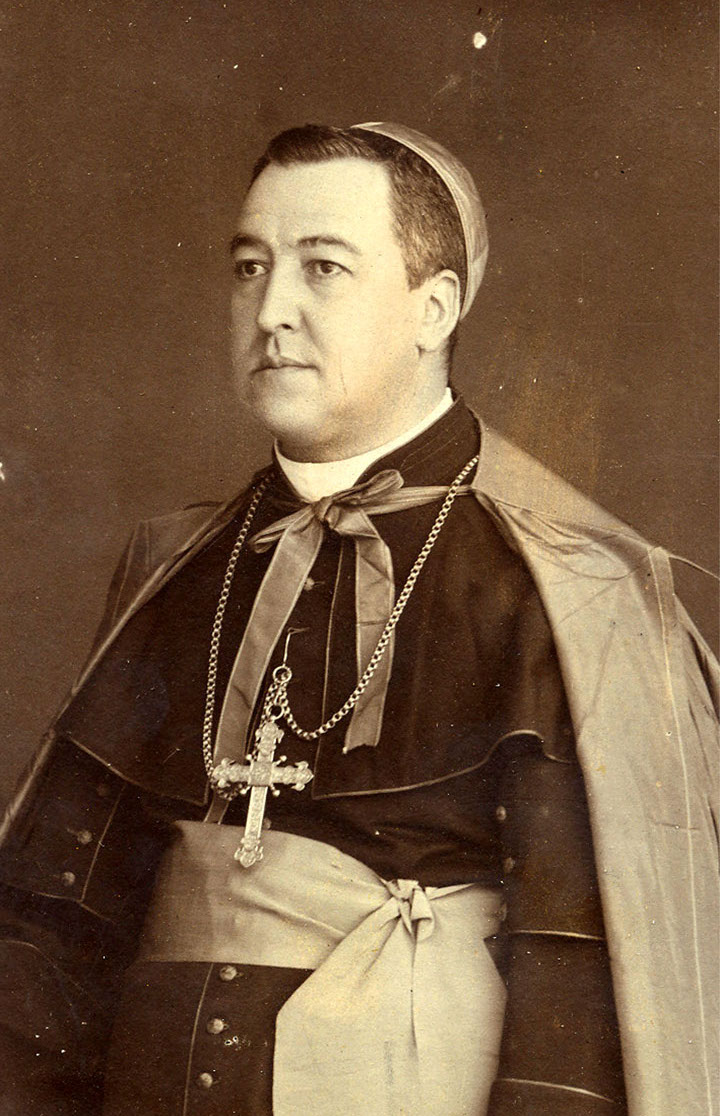

### Arcybiskupi medellińscy
- Joaquín Pardo-Vergara (1902 - 1904)
- Manuel José Caicedo Martínez (1905 - 1937)

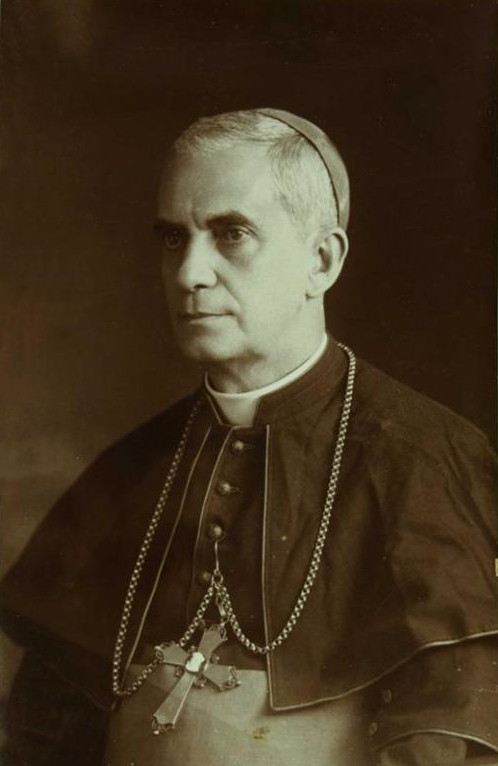

- Tiberio Salazar Herrera (1937 - 1942)

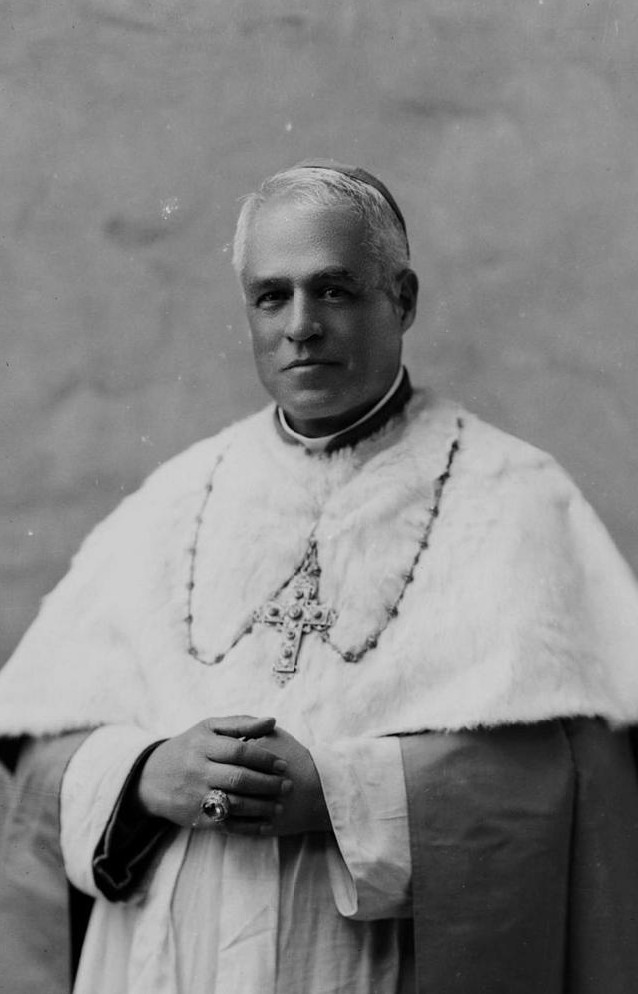

- Joaquín Garcia Benitez CIM (1942 - 1957)

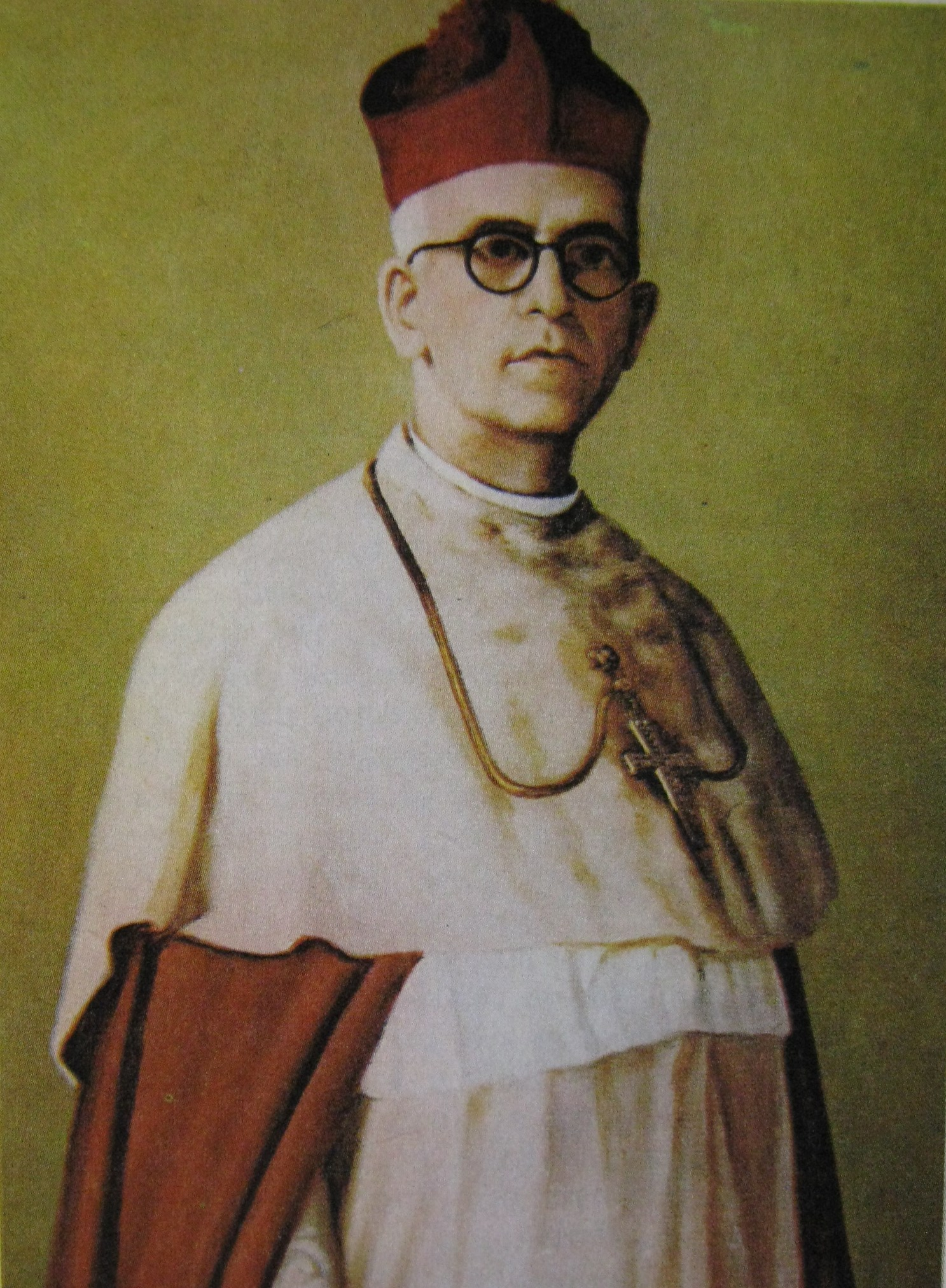

- Tulio Botero Salazar CM (1957 - 1979)

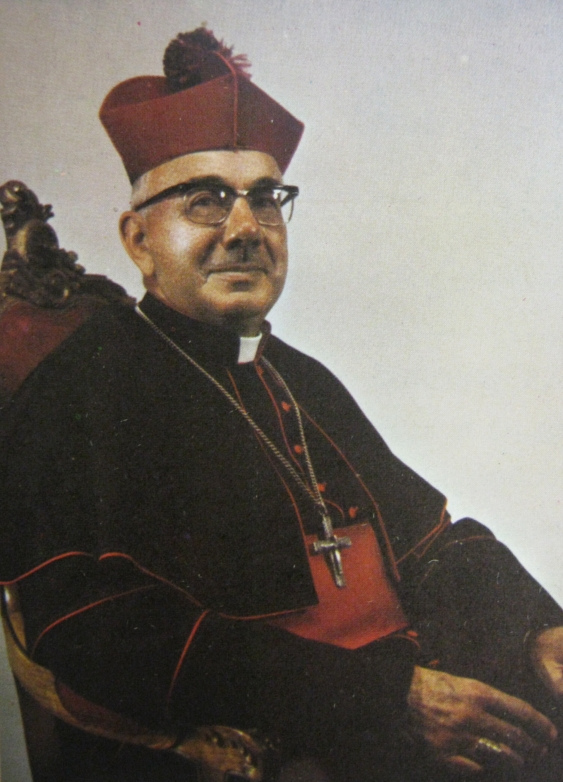

- kardynał Alfonso López Trujillo (1979 - 1991) w latach 1979 - 1983 także przewodniczący Rady Episkopatów Latynoamerykańskich; w latach 1987 - 1990 także przewodniczący Konferencji Episkopatu Kolumbii; następnie mianowany przewodniczącym Papieskiej Rady ds. Rodziny

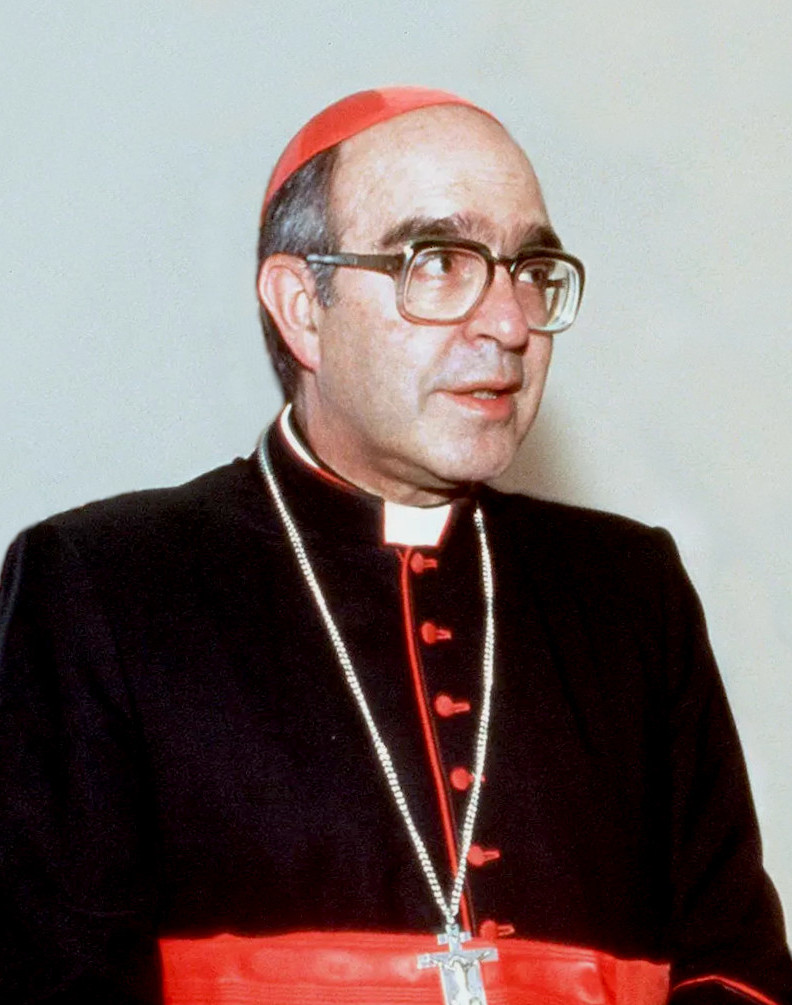

- Héctor Rueda Hernández (1991 - 1997)

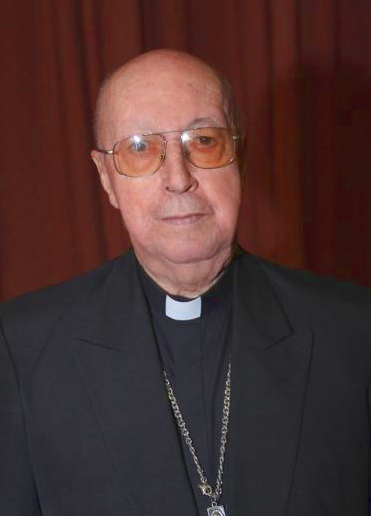

- Alberto Giraldo Jaramillo PSS (1997 - 2010) w latach 1996 - 2002 także przewodniczący Konferencji Episkopatu Kolumbii

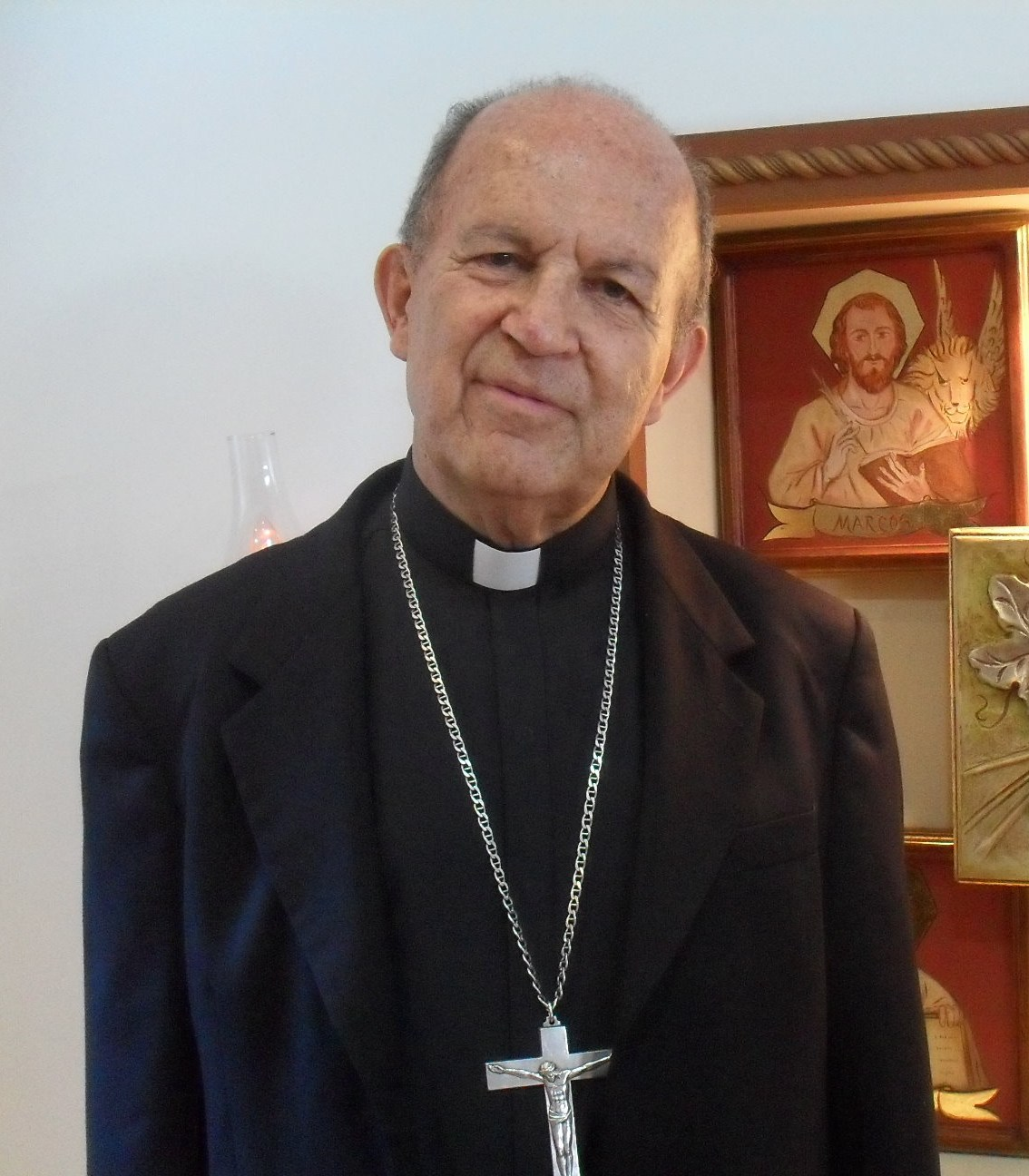

- Ricardo Antonio Tobón Restrepo (2010 - nadal)

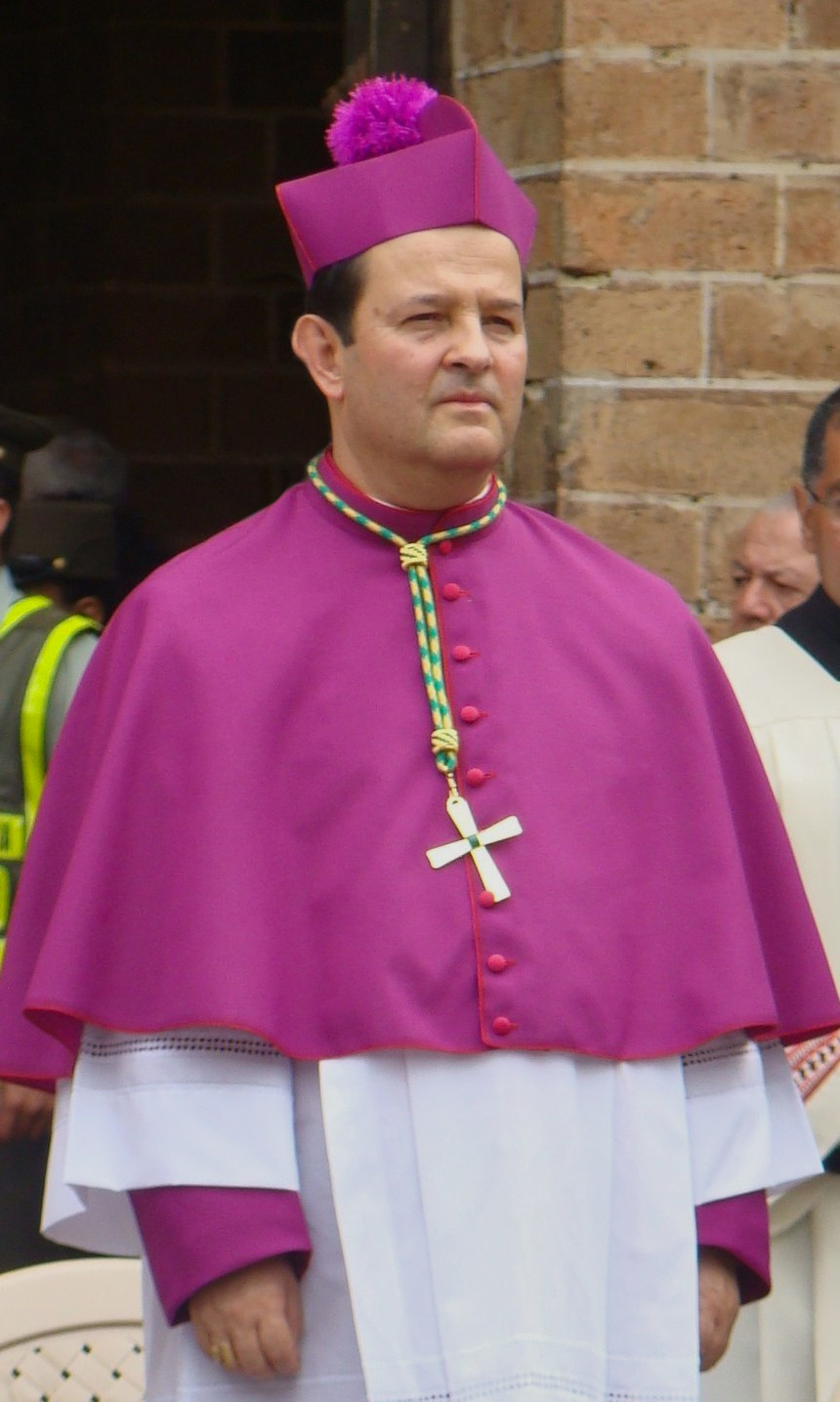